# Psyllaephagus zdeneki
Psyllaephagus zdeneki är en stekelart som beskrevs av John S. Noyes och Fallahzadeh 2005. Psyllaephagus zdeneki ingår i släktet Psyllaephagus och familjen sköldlussteklar.
Artens utbredningsområde är Iran. Inga underarter finns listade i Catalogue of Life.